# Tsjernolik
Tsjernolik of Černolik (Bulgaars: Чернолик, Turks: Karaisaköyü) is een dorp in het noordoosten van Bulgarije. Het dorp is gelegen in de gemeente Doelovo in de  oblast Silistra. Het dorp ligt hemelsbreed ongeveer 29 km ten zuiden van Silistra en 331 km ten noordoosten van de hoofdstad Sofia. 

## Bevolking
Tussen de volkstellingen van 1934 en 1985 is de bevolking van het dorp Tsjernolik continu toegenomen. In de periode 1984-1989 verlieten relatief veel inwoners het dorp als gevolg van de assimilatiecampagnes van het communistisch regime van Todor Zjivkov, waarbij alle Turken en andere moslims in Bulgarije christelijke of Bulgaarse namen moesten aannemen en afstand moesten doen van islamitische gewoonten. De meeste inwoners verhuisden toen naar Turkije. Na de val van het communisme kwam een nieuw emigratieproces op gang, dit keer vanwege de verslechterde economische situatie in de regio. Het dorp telde in december 2019 1.369 inwoners, een daling vergeleken met het maximum van 1.874 personen in 1975. Desalniettemin zijn de demografische factoren van het dorp gunstiger dan overige dorpen in de regio. Zo woonden er in 2011 258 kinderen jonger dan 15 jaar in het dorp (18,1%), terwijl er 223 65-plussers werden geregistreerd (15,6%).
|  |

Van de 1.428 inwoners reageerden er 1.305 op de optionele volkstelling van 2011. Van deze 1.305 respondenten identificeerden 1.115 personen zichzelf als Bulgaarse Turken (84,5%), gevolgd door 163 Roma (12,5%) en slechts 27 etnische Bulgaren (2,1%).